# Alphaville (band)
Alphaville is een Duitse synthpop/-rockband die populair was in de jaren tachtig van de twintigste eeuw.

## Ontstaan
De band werd in 1982 opgericht door Marian Gold (echte naam Hartwig Schierbaum), Bernhard Lloyd (Bernhard Gößling) en Frank Mertens (Frank Sorgatz) in Münster. De eerste naam van de band was Forever Young, wat tevens de titel zou worden van een van hun grootste hits. In 1983 werd de bandnaam veranderd in Alphaville, naar de sciencefictionfilm Alphaville uit 1965 van Jean-Luc Godard.
In 1984 bracht Alphaville zijn debuutsingle "Big in Japan" uit, een grote hit, gevolgd door "Sounds like a melody" en "Forever Young". Deze singles waren afkomstig van het debuutalbum Forever Young, dat al snel volgde. Ondanks het succes dat de band had, verliet Frank Mertens de band al in hetzelfde jaar, hij werd vervangen door Ricky Echolette, vanaf januari 1985.
In 1986 volgde Afternoons in Utopia. Over het algemeen is het lied "Jerusalem" uit november 1986 universeel goed ontvangen door critici. Het werd omschreven als "het geheime hoogtepunt" van het album  "met een prachtig refrein en een inspirerende, net epische sfeer. Het nummer bereikte #57 in Duitsland.  The breathtaking blue uit 1989 volgde als volgende album. Van deze laatste verscheen de film Songlines, gemaakt door negen producers waaronder Godfrey Reggio, bekend van Koyaanisqatsi.
Het vierde album zou pas in 1994 verschijnen. In 1996 verliet Ricky Echolette de band. Alphaville bracht nog een aantal albums uit en ook een dvd van twee concerten in Salt Lake City. Ook zijn er twee boxsets verschenen. In plaats van simpelweg oud materiaal opnieuw uit te brengen, heeft Alphaville op deze boxsets uniek materiaal gezet, zoals onuitgebrachte nummers en opnieuw opgenomen nummers. De eerste box (acht cd's) met als titel Dreamscapes werd uitgegeven in 1999. De tweede box (vier cd's) werd uitgegeven in 2003 met als titel Crazyshow. Deze laatste is ook bekend onder de titel Dreamscapes 9-12. Al het materiaal van Crazyshow was al eerder vrijgegeven via de website van Alphaville.
Bernhard Lloyd heeft niet meegewerkt aan Crazyshow en kort na de uitgave verliet hij de band officieel.
Toetsenist Martin Lister stierf onverwacht op 21 mei 2014 op 52-jarige leeftijd.

## Huidige bezetting
- Marian Gold (zang)
- David Goodes (gitaar)
- Jakob Kiersch (drum)
- Alexandra Merl (basgitaar)
- Carsten Brocker (toetsen)

## Soloprojecten
Naast hun werk bij Alphaville hebben Marian Gold en Bernhard Lloyd ook solowerk uitgebracht. Marian Gold onder zijn eigen naam en Bernhard Lloyd als onderdeel van een project met de naam Atlantic Popes. Frank Mertens startte in 1996 met het project Maelstrom, wat een combinatie van ambientmuziek en schilderkunst en sculpturen zou worden.

## Trivia
- In 1985 werd het nummer "Forever Young", dat een groot succes was in vele landen, waaronder de Verenigde Staten, gecoverd door Laura Branigan. Hoewel deze versie alleen op album verscheen, gebruikte zij het nummer ter afsluiting van bijna elk concert dat ze gaf.

## Discografie
- Forever Young (1984)
- Afternoons in Utopia (1986)
- Alphaville: The singles collection (1988)
- The breathtaking blue (1989)
- Prostitute (1994)
- Salvation (1998)
- Visions of dreamscapes (1999)
- Flame (2000)
- Stark naked and absolutely live (2000, live)
- Inside out (2001)
- Forever pop (2001)
- Crazyshow (2003)
- Dreamscapes revisited (2005)
- Catching rays on giant (2010)
- Strange Attractor  (2017)
- Eternally Yours (2022)

### Singles
| Single met eventuele hitnotering(en) in de Nederlandse Top 40 | Datum van verschijnen | Datum van binnenkomst | Hoogste positie | Aantal weken | Opmerkingen |
| ------------------------------------------------------------- | --------------------- | --------------------- | --------------- | ------------ | ----------- |
| Big in Japan                                                  | 5-5-1984              |                       | 2               | 9            |             |
| Sounds like a melody                                          | 25-8-1984             |                       | 6               | 9            |             |
| Forever Young                                                 | 11-11-1984            |                       | 18              | 7            |             |

### NPO Radio 2 Top 2000
| Nummers met noteringen in de NPO Radio 2 Top 2000 | '99 | '00  | '01 | '02 | '03 | '04 | '05 | '06  | '07 | '08 | '09  | '10  | '11  | '12  | '13  | '14  | '15  | '16  | '17  | '18  | '19  | '20  | '21  | '22  | '23  | '24  |
| ------------------------------------------------- | --- | ---- | --- | --- | --- | --- | --- | ---- | --- | --- | ---- | ---- | ---- | ---- | ---- | ---- | ---- | ---- | ---- | ---- | ---- | ---- | ---- | ---- | ---- | ---- |
| Big in Japan                                      | 568 | 477  | 468 | 426 | 763 | 721 | 640 | 1080 | 961 | 789 | 1358 | 1014 | 1135 | 1409 | 1384 | 1461 | 1589 | 1674 | 1411 | 1674 | 1543 | 1568 | 1222 | 1378 | 1463 | 1158 |
| Forever Young                                     | 150 | 100  | 70  | 69  | 68  | 102 | 97  | 131  | 95  | 96  | 187  | 149  | 195  | 266  | 253  | 281  | 284  | 280  | 235  | 298  | 305  | 313  | 310  | 302  | 274  | 127  |
| Sounds Like a Melody                              | -   | 1744 | -   | -   | -   | -   | -   | -    | -   | -   | -    | -    | -    | -    | -    | -    | -    | -    | -    | -    | -    | -    | -    | -    | -    | -    |

1. ↑  Een '-' betekent dat het nummer niet was genoteerd en een vetgedrukt getal geeft de hoogste notering van een nummer aan.